# Obnoxio el Payaso
Obnoxio el payaso es un personaje de la revista de humor Marvel Comics, Crazy Magazine y fue su mascota. Fue creado por Larry Hama.

## Personajes
Obnoxio fue retratado como un hombre desaliñado, vulgar, fumando un cigarro de mediana edad en un desgarrado y sucio traje de payaso, con un dispéptico y cínica actitud.

## Antecedentes
Larry Hama creó Obnoxio inmediatamente después de convertirse en el editor de Crazy. Explicó: "Pensé que la vieja mascota era demasiado necia". Quería a alguien proactivo, y alguien que realmente tuviese voz, a diferencia de todas las demás mascotas de revistas de humor ". La cara del personaje se modeló a partir de Al Milgrom.
El artista Alan Kupperberg, que se asociaría mucho con el personaje, relató: "La primera aparición de Obnoxio fue en una ilustración de un panel para acompañar un anuncio de suscripción en Crazy, escrito por Larry y pidiendo imágenes de PT Barnum y Marcy Tweed, entre otros. Esto fue justo en mi callejón, así que saqué la referencia y realmente fui a la ciudad, haciendo un tono medio muy bueno. Creo que la pieza impresionó bastante a Larry, porque si mi memoria es correcta, Larry me dejó estrictamente solo cualquier cosa y todo lo relacionado con Obnoxio el Payaso". La mayoría de las características de Obnoxio fueron escritas por Virgil Diamond, quien según Hama "era profesor de inglés de una escuela secundaria en Brooklyn". Escuché de él hace unos años cuando se retiró. Realmente trabajó en esas páginas y estaba constantemente molesto con ellos ".

## En otros medios

### Cómic
Obnoxio el Payaso apareció en una serie de gags de una sola página en ¿Qué pasa si? # 34 (agosto de 1982).
Marvel también publicó un cómic Obnoxio el payaso (titulado Obnoxio el payaso vs. X-Men en la portada) en abril de 1983. a pesar de que Crazy ya había sido cancelado. La trama se centró en Obnoxio el payaso como un villano y aliado poco probable de los X-Men. Él y el grupo, en la Mansión-X, se unieron en equipo contra Eye Scream, un villano que puede transformarse en varios tipos de helado.
El único tema del cómic fue escrito, ilustrado, coloreado y escrito por Alan Kupperberg; en un comentario que Kupperberg atribuyó a Peter David, y que David atribuye a James Owsley, el cómic fue descrito como "Escrito, escrito a lápiz, entintado y escrito por Alan Kupperberg. Sí, no ha sido tocado por humanos manos."
Mucho después de que Obnoxio había desaparecido del centro de atención, Marvel publicó dos últimas historias de Obnoxio el Payaso escritas y dibujadas por Kupperberg, ocho características de la página en ¿Qué ...? # 13 (julio de 1991) y # 24 (diciembre de 1992).

### Televisión
- Obnoxio hace un cameo en la segunda temporada de Hulk and the Agents of S.M.A.S.H. episodio 3, "El Miedo hecho realidad", con la voz de John DiMaggio. Los Agentes de S.M.A.S.H. reciben señales de televisión de la edad, incluyendo un programa de televisión protagonizada por Obnoxio que se asusta A-Bomb a cabo. Él aparece algo más adelante en el episodio, como parte de una ilusión causada por el Null que libera miedos a la gente, donde el Null desata la ilusión de A-Bomb.

### Videojuegos
- Las Réplicas Android de Obnoxio el payaso aparece como enemigos durante Wolverine niveles en Spider-Man and the X-Men in Arcade's Revenge.
- A pesar de que no se ve en el juego, Obnoxio el payaso es mencionado brevemente en el Facebook del juego Marvel: Avengers Alliance. Obnoxio el payaso se menciona que han sido asesinados por el Círculo de los Ocho.

### Novela
- En la realidad alternativa se muestra en el "Doctor Muerte: El Caos Trilogy" novelas, escrito por Steven A. Román, Obnoxio tiene un popular programa de comedia. Como todo en la televisión, el espectáculo está aprobado por la administración del Doctor Doom.